# ボストーク3号
ボストーク3号（ボストーク3ごう）はソビエト宇宙計画のミッションのひとつ。
ボストーク3号は1962年8月11日、バイコヌール宇宙基地から打ち上げられた。また、一日置いて4号も発射された。これら二台の宇宙船の計画は同じ時間帯に軌道上に二つの有人宇宙機があること、また、ランデブーすることを目標にした。この機会にソ連の管制官はこの種の飛行をどう管理するかを覚えた。
ボストーク3号のクルーはアンドリアン・グリゴリビッチ・ニコラエフ。
彼はボストーク4号のカプセルが彼の近くの軌道に入ってきたとき、それを発見、その位置を報告し、宇宙空間では初めて4号側のカプセルと通信機経由でコミュニケーションをとった。また、この宇宙機は軌道上から初めてカラー映像で地球を撮影した。

## メンバー
- 乗組員
  - アンドリアン・グリゴリビッチ・ニコラエフ
- 控え
  - ヴァレリー・ブィコフスキー

## 発射時刻、着陸時刻
- 打ち上げ
  - 1962年8月11日 08:30 UTC
  - 打ち上げ位置　バイコヌール宇宙基地 LC1
- 着陸
  - 1962年8月15日 06:52 UTC
  - 着陸位置　42°2′N, 75°45′E